# Ashtiyan
Ashtiyan este un oraș din Iran.